# Elionor de Castella i d'Anglaterra
Elionor de Castella (1202 - Burgos, 1251) fou infanta de Castella i reina consort d'Aragó (1221-1229). Elionor era filla d'Alfons VIII de Castella i la seva muller, Elionor d'Anglaterra, i germana per tant dels reis de Castella Enric I i Berenguera I.
Es casà el 6 de juny de 1221 a Ágreda (actualment a la província de Sòria) amb Jaume I el Conqueridor, rei d'Aragó i comte de Barcelona, de qui fou la primera esposa. D'aquest matrimoni en nasqué Alfons d'Aragó i Castella (1222-1260), que fou nomenat hereu el 1228 però que morí prematurament el 1260.
El 1229 el matrimoni fou anul·lat ja que Jaume I va repudiar Elionor per qüestió de consanguinitat i Elionor de Castella es retirà al monestir de Las Huelgas, Burgos, on morí el 1251. El funeral va ser celebrat en la més completa intimitat, sols hi van assistir el seu fill Alfons i les monges del monestir.